# Maizhokunggar
Maizhokunggar (chữ Tạng: མལ་གྲོ་གུང་དཀར་རྫོང; Wylie: Mal-gro-gung-dkar rdzong; tiếng Trung: 墨竹工卡县; bính âm: Mòzhúgōngkǎ Xiàn, Hán Việt: Mặc Trúc Công Tạp huyện) là một huyện của địa cấp thị Lhasa, khu tự trị Tây Tạng, Trung Quốc. Huyện được biết đến với nghề làm gốm, đặc biệt là tại hương Kunggar. Đồ gốm không bị mòn, giữ nhiệt và mang phong cách dân tộc, nghề gốm tại Maizhokunggar được cho là đã có lịch sử trên 1000 năm.

## Địa lý
Maizhokunggar có nghĩa là "Nơi các vua Medro sinh sống" trong tiếng Tạng. Huyện nằm trên thung lũng ở trung du sông Yarlung Tsangpo. Độ cao trung bình của huyện là 4000 mét và các tài nguyên khoáng sản chính tại đây là vàng, bạc, đồng, chì, kẽm và đá cẩm thạch.. Có 34 ngôi chùa tại huyện cùng một số suối nước nóng. Các trấn chính của huyện là Kunggar và Zaxoi. Quốc lộ 318 từ Tứ Xuyên đến Tây Tạng chạy qua địa bàn huyện.

### Trấn
- Công Khải 工卡镇

### Hương
| - Trát Tuyết (扎雪乡) - Môn Ba (门巴乡) - Trát Tây Cương (扎西岗乡) - Nhật Đa (日多乡) | - Ni Mã Giang Nhiệt (尼玛江热乡) - Giáp Mã (甲玛乡) - Đường Gia (塘加乡) |